# Serra Pelada (Cistella)
La Serra Pelada és una serra situada al municipi de Cistella a la comarca de l'Alt Empordà, amb una elevació màxima de 317 metres.